# Chillin' (Modjo-dal)
A Chillin' című dal a francia house duó Modjo második kimásolt kislemeze az azonos címet viselő albumról. A dal producere és előadója Romain Tranchart és Yann Destagnol. A dal zenei hangmintáit az 1978-as Chic sláger a Le Freak ihlette. A dalt Nile Rodgers és Bernard Edwards írták.

## Megjelenések
12"  Egyesült Királyság Sound Of Barclay – 587 009-1 
- A	Chillin' (Original Extended Mix) 5:07
- B1	Chillin' Con Carne (Por Favor Mix by We In Music vs. The Buffalo Bunch) Remix – The Buffalo Bunch, We In Music 5:52
- B2	The Art Of Chillin' Remix – Hervé Bordes 4:03

## Slágerlista
| Slágerlista (2000–01)                 | Legjobb helyezések |
| ------------------------------------- | ------------------ |
| Australia (ARIA)                      | 35                 |
| Ausztria (Ö3 Austria Top 40)          | 56                 |
| Belgium (Ultratop 50 Flanders)        | 34                 |
| Belgium (Ultratop 50 Wallonia)        | 34                 |
| Brazil (ABPD)                         | 82                 |
| Denmark (Tracklisten)                 | 19                 |
| Finland (Suomen virallinen lista)     | 3                  |
| Franciaország (Single Top 100)        | 44                 |
| Németország (Media Control Charts)    | 38                 |
| Italy (FIMI)                          | 20                 |
| Hollandia (Top 40)                    | 19                 |
| Skócia (Scottish Singles Top 40)      | 15                 |
| Spanyolország (PROMUSICAE)            | 4                  |
| Svédország (Sverigetopplistan)        | 26                 |
| Svájc (Schweizer Hitparade)           | 10                 |
| Egyesült Királyság (UK Singles Chart) | 12                 |